# Kościół św. Marii Panny w Jüterbogu

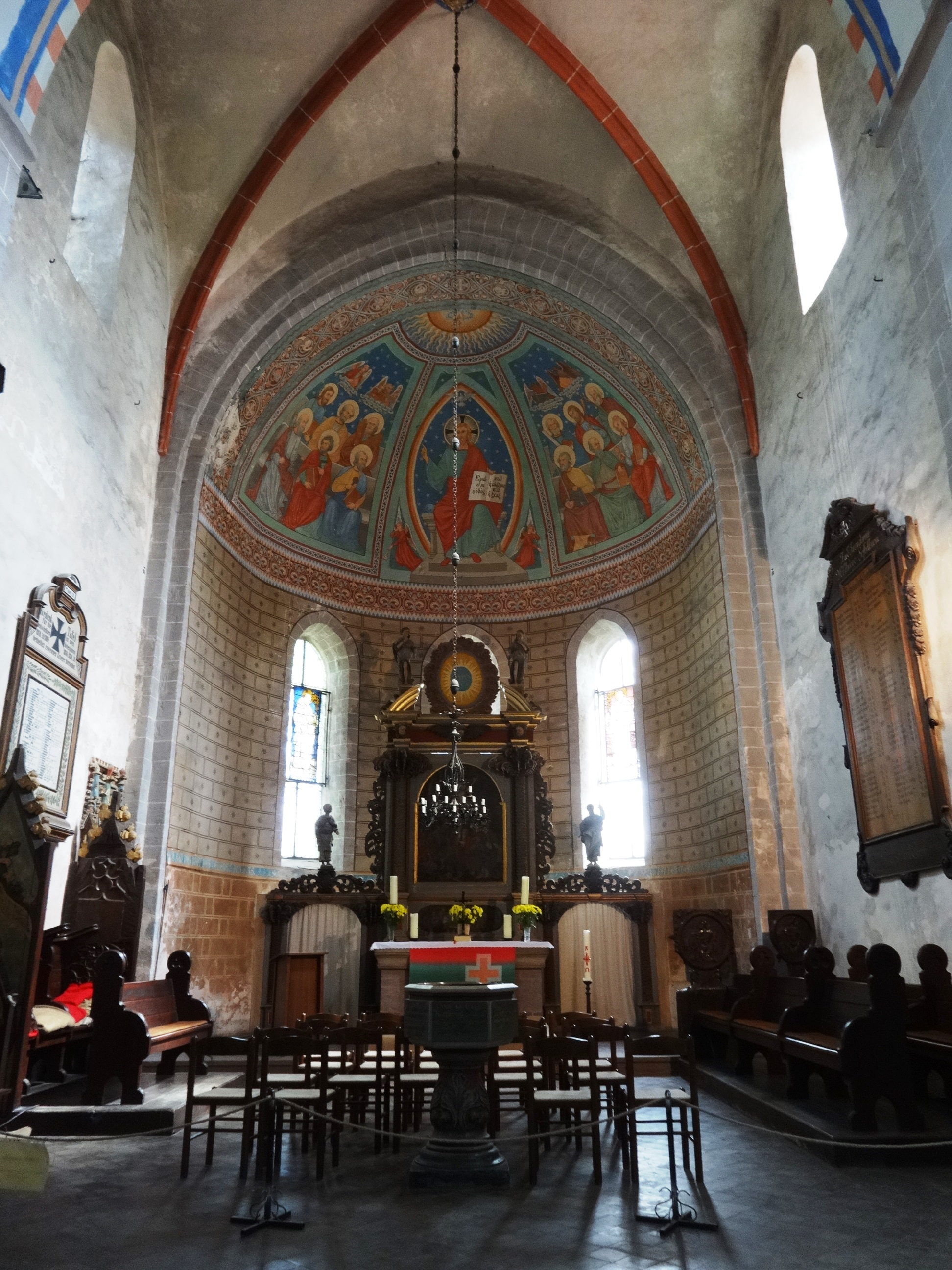
Prezbiterium kościoła

Kościół św. Marii Panny – romański kościół w Jüterbogu w Niemczech, w kraju związkowym Brandenburgia, zbudowany w XII w. w klasztorze cystersów Zinna, po sekularyzacji klasztoru w XVI w. protestancki, pełniący funkcję kościoła parafialnego.

## Historia
Budowę kościoła rozpoczęto w drugiej połowie XII w. Stanowił kościół klasztorny w klasztorze cystersów Zinna, założonym przez arcybiskupa Magdeburga Wichaman z Seeburga w 1170. Już w 1179 klasztor został zniszczony podczas powstania Słowian, jednak potem kontynuowano założenie. Kościół konsekrowano w 1226 lub 1227, być może jeszcze nieukończony (na jego ukończenie po 1230 wskazuje połączenie stylu późnoromańskiego i wczesnogotyckiego). Klasztor intensywnie się rozwijał do XV w., jednak w kolejnym stuleciu został zlikwidowany wskutek reformacji w 1553. 
W 1752 kościół został uszkodzony w wyniku uderzenia pioruna. Restaurowany był w końcu XIX w. (do czego przyczyniła się finansowo cesarzowa niemiecka Augusta Wiktoria), a następnie na początku XXI w. Obecnie służy jako protestancki kościół parafialny, odbywają się tu także koncerty.

## Opis
Kościół zbudowany jest z granitu, w stylu późnoromańskim, w formie bazyliki. Po obu stronach zakończonego apsydą prezbiterium znajdują się po dwie kaplice o tej samej długości i także zakończone apsydami, ze sklepieniami kolebkowymi pochodzącymi z początku XIII w. Siedmioprzęsłowy korpus nawowy ma sklepienie krzyżowo-żebrowe. Kościół jest niemal pozbawiony ozdób – jedynie w nawach bocznych znajdują się rzeźbione romańskie wsporniki. Łuki arkad i obramienia okien korpusu nawowego wskazują już początek stylu gotyckiego. Ze średniowiecznego wyposażenia kościoła zachowały się stalle w prezbiterium, z tego okresu pochodzą też witraże przedstawiające św. Bernarda z Clairvaux i św. Benedykta z Nursji.
Organy kościelne pochodzą z połowy XIX w. Wcześniejsze, wykonane krótko przed likwidacją klasztoru, na początku XVII w. zostały przeniesione do kościoła w Halle i tam wkrótce potem spłonęły.